# Maître

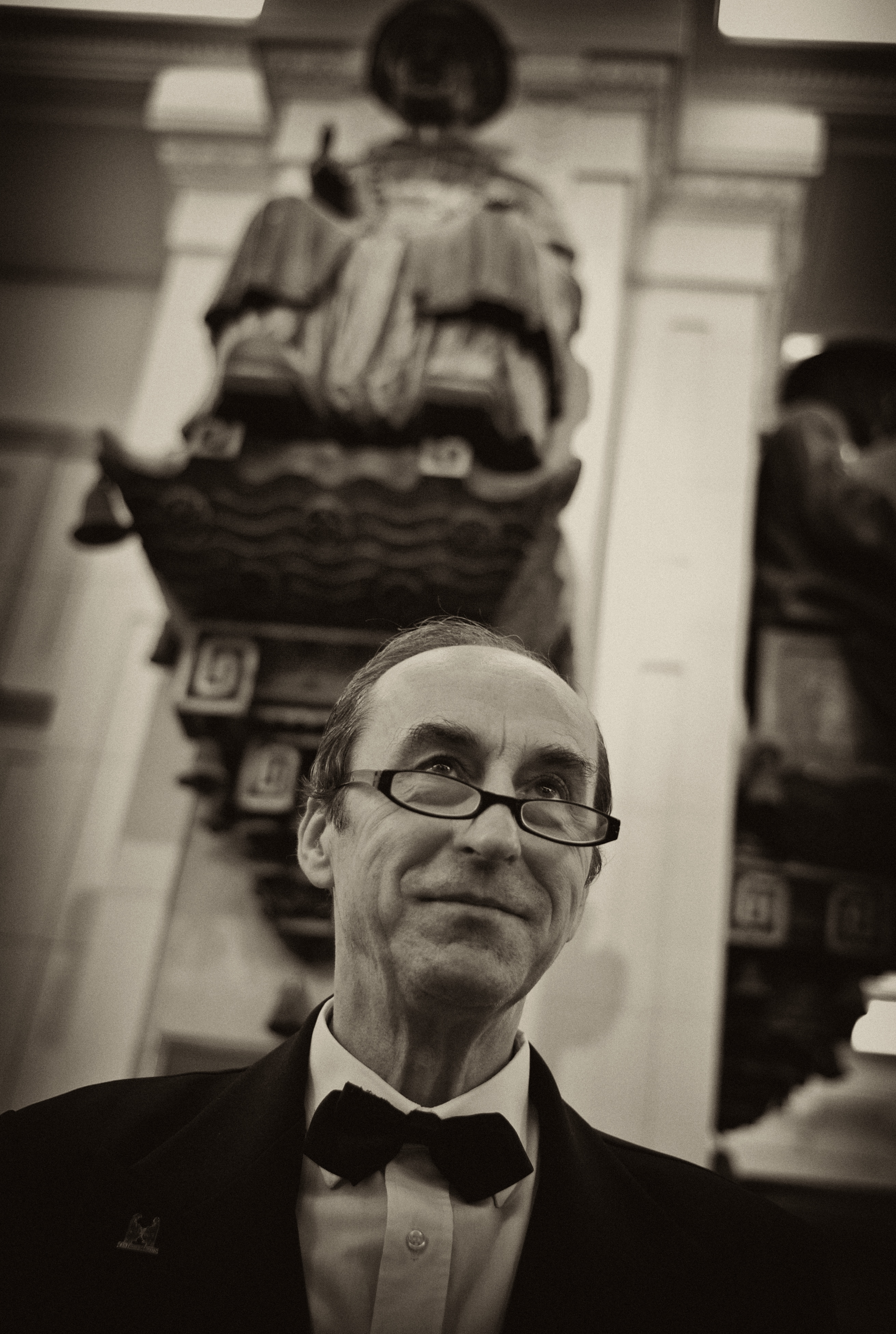
Imagen de un mayordomo de Deux Magots, París, 25 de noviembre de 2009.

El maître (forma abreviada de maître d'hôtel, literalmente 'maestro de sala') o metre, también llamado jefe de comedor, jefe de sala y maestresala, es un camarero especializado en restaurantes u hoteles, generalmente de alta posición, responsable de planificar, organizar, desarrollar, controlar y gestionar las actividades que se realizan en la prestación del servicio, tanto en la comida como en las bebidas, coordinando y supervisando los distintos recursos que intervienen en el departamento para conseguir el máximo nivel de calidad.

## Funciones
El maître en un restaurante se encarga de coordinar y supervisar el servicio en el salón para asegurar que los comensales tengan una experiencia excelente. Entre sus principales funciones se encuentran gestionar las reservas, asignar mesas y recibir a los clientes con una bienvenida cordial que garantice su comodidad desde el primer momento. Además, colabora estrechamente con el jefe de cocina para sincronizar la preparación de los platos, asegurando que el servicio sea fluido y eficiente.
También es responsable de la organización del equipo de sala, asignando tareas, organizando turnos y capacitando a nuevos empleados según las políticas del restaurante. Supervisa la preparación y presentación de la sala, manteniendo una atmósfera adecuada y el cumplimiento de las normas de seguridad e higiene. Durante el servicio, presenta el menú a los clientes y realiza recomendaciones. Al finalizar, revisa los cobros y realiza el cierre de caja, asegurando la correcta comunicación entre todo el personal y la satisfacción del cliente en cada etapa de su experiencia.